# Xanthorhoe delectaria
Xanthorhoe delectaria är en fjärilsart som beskrevs av Samuel E. Cassino och Louis W. Swett 1922. Xanthorhoe delectaria ingår i släktet Xanthorhoe och familjen mätare. Inga underarter finns listade i Catalogue of Life.